# هلن اوکائونو
هلن اوکائونو (انگلیسی: Helen Ukaonu؛ زادهٔ ۱۷ مهٔ ۱۹۹۱) بازیکن فوتبال اهل نیجریه است.
از باشگاه‌هایی که در آن بازی کرده‌است می‌توان به اشاره کرد.